# Memup
Créé en 1991, Memup (Modul Burotic jusqu'en 2012), était un fabricant français dans le domaine de l'électronique grand public.
Le 9 juillet 2014, la société est placée en liquidation judiciaire.

## Historique
Créé en 1991 sous le nom de Modul Burotic par Franck Kalifa, l'entreprise propose des produits tels que des lecteurs MP3, des clés USB, et des disques durs multimédias. En 2007, l'arrivée de Pierre Girard, transfuge visionnaire du groupe INOVIX devenu n°1 du MP3 européen et créateur de la success story AudioKey de Packard Bell, permet à la société d'ouvrir son marché à l'Europe et développer ses gammes multimédia pour en devenir le numéro 1 européen en 2010 surclassant des marques leaders comme Apple, Samsung, Archos, LaCie, etc. Elle réalise alors un chiffre d'affaires de 45 millions d'euros. Elle joue la carte de la réactivité dans les achats et bénéficie de l'attention de certaines enseignes généralistes ou plus spécialisées de la grande distribution européennes, telles Auchan, Carrefour ou Fnac, Dixons, El Corte Inglès, MediaMarkt. L'entreprise, sous le label France, assemble ses produits en France et emploie jusque 70 personnes à Bonneuil-sur-Marne,. 
En 2011, en désaccord total sur la stratégie, Pierre Girard rend son tablier. Franck Kalifa tente de prendre le virage des tablettes low cost dont le marché est en plein développement. Ce produit est massivement fabriqué en Chine ou à Taiwan, mais d'autres entreprises françaises, en particulier Archos, se lancent dans leur assemblage. L’entreprise Memup est mise en liquidation judiciaire en juillet 2014.